# Teaterstudion
Teaterstudion var en teaterskola i Stockholm, grundad av teaterpedagogen Inge Wærn 1967 och vilande sedan 2007.
Teaterstudion startades och drevs av Inge Wærn 1967-84 som en fristående teaterskola, Sveriges första och då enda utbildning i så kallad "fysisk teater" i en mer "folklig" teatertradition från commedia dell'arte, gyckelspel, gatuteater, improvisationsteater och teaterteoretiker som Étienne Decroux, Antonin Artaud och Jerzy Grotowski, det vill säga en direkt, inifrån kommande, yttre fysisk gestaltning snarare än en mer intellektuell, naturalistisk teaterriktning. Dessutom lades stor vikt vid gruppdynamiken, att kunna hjälpas åt med alla slags uppgifter och roller, då utbildningen i första hand sågs som en scenskola för fria teatergrupper, som på 1960-talet alltmer började framträda och ofta sträva efter ett friare, mer fysiskt och utlevande sätt att uttrycka sig. Teaterformen är också besläktad med nycirkus och de olika delarna av undervisningen, såsom röstträning, rörelse, textbehandling, karaktärsgestaltning och akrobatik, avsågs att förenas i en sammansmält helhet, där skådespelaren blir direkt närvarande som ett med gestaltningen.
Den så kallade "Teaterstudioträningen" var en av grundpelarna i undervisningen och bygger på en samling olika röst- och rörelseserier, vilka syftar till att stimulera fantasin och nå det inre i skådespelaren; att hjälpa skådespelaren att arbeta i kontakt med sina kollegor och sin publik; att lära skådespelaren känna sin kropp som ett instrument för sin fantasi; att ge skådespelaren en fysisk fostran i en daglig träning där uttryck och närvaro är tyngdpunkten för att kunna stå fri från blockeringar och motstånd vid repetitioner och i arbetet på scenen. Metoden blir samtidigt en form av egen personlig utveckling med större självförtroende.
Efter att från början ha varit en fristående yrkesutbildning, där bland andra skådespelare som Johan Rabaeus och Lena Endre har börjat sin bana, inlemmades skolan efterhand i samverkan med studieförbund som Folkuniversitetet och Medborgarskolan och 1985 övergick Teaterstudion till att bli en integrerad del i Kulturama. Då lämnade också Inge Wærn arbetet och ledarskapet övertogs av Ulf Ekeram (1985-96) och därefter Micke Klingvall (1996-2007). Skolan producerade också elevproduktioner, gjorde internationella gästspelsturneer i Europa och samverkade ofta med internationella gästlärare och ensembler som Théâtre du Soleil i Paris, Odinteatret i Danmark, Dell’Arte Company i Kalifornien och svenska Västanå teater.
Efter 40 års verksamhet med ett stort antal elever genom åren har verksamheten sedan 2007 varit vilande i väntan på lämplig ny möjlig fortsättningsform, finansiering och organisation.